# Timonius confertiflorus
Timonius confertiflorus là một loài thực vật có hoa trong họ Thiến thảo. Loài này được Merr. miêu tả khoa học đầu tiên năm 1915.